# 南会津郡

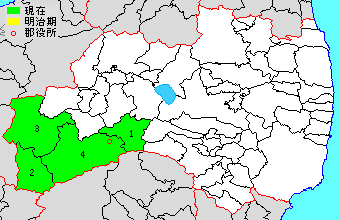
福島県南会津郡の範囲（1.下郷町 2.檜枝岐村 3.只見町 4.南会津町）

南会津郡（みなみあいづぐん）は、福島県の郡。本州にある郡としては最も面積が広い。
人口21,324人、面積2,341.53km²、人口密度9.11人/km²。（2025年2月1日、推計人口）
以下の3町1村を含む。
- 下郷町（しもごうまち）
- 檜枝岐村（ひのえまたむら）
- 只見町（ただみまち）
- 南会津町（みなみあいづまち）

## 郡域
1878年（明治12年）に行政区画として発足して以来、現在の区域（上記3町1村）のまま変更されていない（福島県内の郡では唯一）。

## 歴史

### 郡発足までの沿革
- 幕末時点では陸奥国に所属し、南山御蔵入領と呼ばれる幕府直轄地（天領）であった。「旧高旧領取調帳」に記載されている、会津郡のうち後の本郡域の明治初年時点での村は以下の通り。（157村）

小出村、小野村、大沢村、湯原村、沼尾村、弥五島村、白岩村、田代村、芦ノ原村、枝松村、松川村、原村（現・下郷町大松川）、木令村、杉沢村、張平村、赤岡村、落合村、音金村、南倉沢村、野際新田村、小松川村、沢入村、大窪村、寺山村、寺村、水門村、中妻村、本九々布村、塩生村、檜原村、桃曾根村、赤岩村、楢原村、倉村、岩本村、上添村、小山村、刈合村、成岡村、萩原村、板倉村、小池村、倉谷村、水抜村、安張村、桑取火村、磯上村、志源行村、石井村、日影村、原村（現・下郷町原）、戸石村、赤土村、桜山村、中倉村、大内村、田島村、丹藤村、新町村、長野村、田部村、栗生沢村、永田村、水無村、高野村、下塩沢村、上塩沢村、福米沢村、金井沢村、大豆渡村、黒沢新田村、針生村、川島村、中荒井村、関本村、藤生村、糸沢村、滝原村、熨斗戸村、戸中村、森戸村、伊与戸村、木賊村、川衣村、吉高村、押戸村、貝原村、角生村、塩原村、福渡村、前沢村、田ノ瀬村、穴原村、介木生村、小高林村、湯岐村、湯入村、水引村、八総村、井桁村、精舎村、岩下村、古町村、木伏村、大新田村、水根沢村、小塩村、山口村、中小屋村、入小屋村、宮沢村、白沢村、浜野村、青柳村、宮床村、鴇巣村、大橋村、多々石村、落合村、朴木村、大原村、耻風村、小立岩村、大桃村、檜枝岐村、和泉田村、小野島村、界村、片貝村、富山村、下山村、梁取村、小林村、布沢口村、滝原村、布沢村、大倉村、二軒在家村、塩岐村、黒谷村、長浜村、荒島村、熊倉村、泥島村、上荒井村、小川村、下荒井村、楢戸村、黒沢村、石伏村、田子倉村、只見村、叶津村、塩沢村、十島村、蒲生村、寄岩村
- 明治元年
  - 9月22日（1868年11月6日） - 会津戦争で会津藩が新政府軍に降伏し、領地を没収される。
  - 10月1日（1868年11月14日） - 旧会津藩領に若松民政局を設置。
  - 12月7日（1869年1月19日）
    - 陸奥国が分割され、本郡は岩代国の所属となる。
    - 旧会津藩領の郷村高帳の引き継ぎ以外の事務が上野館林藩の管轄となる。

  - 12月23日（1869年2月4日） - 旧会津藩領の事務が館林藩と羽前新庄藩の共同管理となる。
- 明治2年5月4日（1869年6月13日） - 若松民政局を廃し、若松県を設置。館林藩・新庄藩の管轄も終了。
- 明治8年（1875年） - 以下の村の統合が行われる。（111村）
  - 小沼崎村 ← 小出村、沼尾村
  - 湯野上村 ← 小野村、湯原村
  - 高陦村 ← 田代村、芦ノ原村
  - 澳田村 ← 沢入村、大窪村、水門村
  - 豊成村 ← 楢原村、倉村、岩本村、上添村、小山村、刈合村
  - 栄富村 ← 成岡村、萩原村、板倉村、小池村、倉谷村、水抜村
  - 三ツ井村 ← 安張村、桑取火村、磯上村
  - 新開村 ← 志源行村、石井村、日影村、原村（現・下郷町原）
  - 戸赤村 ← 戸石村、赤土村
  - 中山村 ← 桜山村、中倉村
  - 湯ノ花村 ← 戸中村、吉高村、押戸村、貝原村、角生村、湯岐村、湯入村、水引村
  - 宮里村 ← 木賊村、川衣村、穴原村、助木生村、小高林村、
  - 塩ノ原村 ← 塩原村、田ノ瀬村、
  - 中ノ井村 ← 福渡村、前沢村
  - 坂田村 ← 布沢口村、滝原村
  - 寺村・本九々布村が中妻村に、檜原村が桃曽根村に、新町村が田島村に、伊与戸村が熨斗戸村に、井桁村・精舎村・岩下村が八総村に、朴木村が耻風村に、富山村が片貝村にそれぞれ合併。
- 明治9年（1876年）8月21日 - 第2次府県統合により福島県の管轄となる。
- 明治10年（1877年） - 以下の村の統合が行われる。（99村）
  - 大松川村 ← 松川村、原村（現・下郷町大松川）、木令村、杉沢村
  - 合川村 ← 張平村、赤岡村、小松川村、寺山村
  - 沢田村 ← 桃曽根村、赤岩村
  - 塩江村 ← 下塩沢村、上塩沢村
  - 静川村 ← 大豆渡村、黒沢新田村
  - 福井村 ← 上荒井村、下荒井村
  - 中小屋村が山口村に、小野島村が泉田村にそれぞれ合併。
  - 落合村が内川村に、泥島村が亀岡村にそれぞれ改称。

### 郡発足後の沿革
- 明治12年（1879年）1月27日 - 郡区町村編制法の福島県での施行により、会津郡のうち99村に行政区画としての南会津郡が発足。郡役所を田島村に設置。

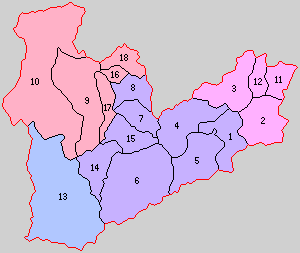
1.田島村 2.旭田村 3.楢原村 4.檜沢村 5.荒海村 6.舘岩村 7.大宮村 8.富田村 9.朝日村 10.伊北村 11.二川村 12.長江村 13.檜枝岐村 14.大川村 15.伊南村 16.小梁村 17.八幡村 18.布沢村 （紫：南会津町 桃：下郷町 赤：只見町 青：檜枝岐村（合併なし））

- 明治22年（1889年）4月1日 - 町村制の施行により以下の村が発足。（18村）
  - 田島村 ← 田島村、永田村、丹藤村、長野村、田部村、水無村、栗生沢村（現・南会津町）
  - 旭田村 ← 塩生村、沢田村、落合村、音金村、野際新田村、南倉沢村、大松川村、合川村、中妻村、澳田村（現・下郷町）
  - 楢原村 ← 栄富村、大内村、中山村、三ツ井村、新開村、戸赤村、豊成村（現・下郷町）
  - 檜沢村 ← 福米沢村、塩江村、高野村、金井沢村、静川村、針生村（現・南会津町）
  - 荒海村 ← 川島村、中荒井村、関本村、藤生村、糸沢村、滝原村（現・南会津町）
  - 舘岩村 ← 塩ノ原村、中ノ井村、宮里村、湯ノ花村、熨斗戸村、森戸村、八総村（現・南会津町）
  - 大宮村 ← 山口村、入小屋村、大新田村、大橋村、鴇巣村、宮床村、木伏村、水根沢村（現・南会津町）
  - 富田村 ← 和泉田村、界村、下山村、片貝村（現・南会津町）
  - 朝日村 ← 黒谷村、黒沢村、小川村、荒島村、熊倉村、亀岡村、長浜村、福井村、楢戸村（現・只見町）
  - 伊北村 ← 只見村、田子倉村、叶津村、蒲生村、塩沢村、石伏村、寄岩村、十島村（現・只見町）
  - 二川村 ← 白岩村、高陦村、枝松村（現・下郷町）
  - 長江村 ← 湯野上村、弥五島村、小沼崎村、大沢村（現・下郷町）
  - 檜枝岐村（単独村制）(現存)
  - 大川村 ← 内川村、耻風村、大原村、小立岩村、大桃村（現・南会津町）
  - 伊南村 ← 古町村、白沢村、多々石村、青柳村、小塩村、宮沢村、浜野村（現・南会津町）
  - 小梁村 ← 梁取村、小林村（現・只見町）
  - 八幡村 ← 大倉村、二軒在家村、塩岐村（現・只見町）
  - 布沢村 ← 布沢村、坂田村（現・只見町）
- 明治29年（1896年）7月21日 - 田島村が町制施行して田島町となる。（1町17村）
- 明治29年（1897年）10月1日 - 郡制施行。
- 大正12年（1923年）4月1日 - 郡会が廃止。郡役所は存続。
- 大正15年（1926年）7月1日 - 郡役所が廃止され、内務省告示第82号により南会津支庁が設置される。
- 昭和3年（1928年）9月1日 - 長江村・二川村が合併して江川村が発足。（1町16村）
- 昭和15年（1940年）11月5日 - 小梁村・布沢村・八幡村が合併して明和村が発足。（1町14村）
- 昭和21年（1946年）11月20日 - 楢原村が町制施行して楢原町となる。（2町13村）
- 昭和27年（1952年）11月3日 - 伊北村が改称して只見村となる。
- 昭和30年（1955年）
  - 4月1日（2町8村） 
    - 田島町・檜沢村・荒海村が合併し、改めて田島町が発足。
    - 楢原町・江川村・旭田村が合併して下郷町が発足。
    - 伊南村・大川村が合併し、改めて伊南村が発足。

  - 7月20日（2町6村）
    - 大宮村・富田村が合併して南郷村が発足。
    - 只見村・明和村が合併し、改めて只見村が発足。
- 昭和34年（1959年）8月1日 - 只見村が朝日村を編入のうえ町制施行して只見町となる。（3町4村）
- 平成18年（2006年）3月20日 - 田島町・舘岩村・伊南村・南郷村が合併して南会津町が発足。（3町1村）

### 変遷表
| 明治22年以前 | 明治22年4月1日 | 明治22年 - 昭和19年    | 昭和20年 - 昭和29年         | 昭和30年 - 昭和64年    | 昭和30年 - 昭和64年         | 平成1年 - 現在           | 現在     |
| ------------ | -------------- | ---------------------- | --------------------------- | ---------------------- | --------------------------- | ------------------------ | -------- |
|              | 楢原村         | 楢原村                 | 昭和21年11月20日 町制       | 昭和30年4月1日 下郷町  | 昭和30年4月1日 下郷町       | 下郷町                   | 下郷町   |
|              | 旭田村         | 旭田村                 | 旭田村                      | 昭和30年4月1日 下郷町  | 昭和30年4月1日 下郷町       | 下郷町                   | 下郷町   |
|              | 長江村         | 昭和3年9月1日 江川村   | 江川村                      | 昭和30年4月1日 下郷町  | 昭和30年4月1日 下郷町       | 下郷町                   | 下郷町   |
|              | 二川村         | 昭和3年9月1日 江川村   | 江川村                      | 昭和30年4月1日 下郷町  | 昭和30年4月1日 下郷町       | 下郷町                   | 下郷町   |
|              | 田島村         | 明治29年7月1日 町制    | 田島町                      | 昭和30年4月1日 田島町  | 昭和30年4月1日 田島町       | 平成18年3月20日 南会津町 | 南会津町 |
|              | 桧沢村         | 桧沢村                 | 桧沢村                      | 昭和30年4月1日 田島町  | 昭和30年4月1日 田島町       | 平成18年3月20日 南会津町 | 南会津町 |
|              | 荒海村         | 荒海村                 | 荒海村                      | 昭和30年4月1日 田島町  | 昭和30年4月1日 田島町       | 平成18年3月20日 南会津町 | 南会津町 |
|              | 舘岩村         | 舘岩村                 | 舘岩村                      | 舘岩村                 | 舘岩村                      | 平成18年3月20日 南会津町 | 南会津町 |
|              | 伊南村         | 伊南村                 | 伊南村                      | 昭和30年4月1日 伊南村  | 昭和30年4月1日 伊南村       | 平成18年3月20日 南会津町 | 南会津町 |
|              | 大川村         | 大川村                 | 大川村                      | 昭和30年4月1日 伊南村  | 昭和30年4月1日 伊南村       | 平成18年3月20日 南会津町 | 南会津町 |
|              | 大宮村         | 大宮村                 | 大宮村                      | 昭和30年7月20日 南郷村 | 昭和30年7月20日 南郷村      | 平成18年3月20日 南会津町 | 南会津町 |
|              | 富田村         | 富田村                 | 富田村                      | 昭和30年7月20日 南郷村 | 昭和30年7月20日 南郷村      | 平成18年3月20日 南会津町 | 南会津町 |
|              | 檜枝岐村       | 檜枝岐村               | 檜枝岐村                    | 檜枝岐村               | 檜枝岐村                    | 檜枝岐村                 | 檜枝岐村 |
|              | 伊北村         | 伊北村                 | 昭和27年11月3日 改称 只見村 | 昭和30年7月20日 只見村 | 昭和34年8月1日 町制         | 只見町                   | 只見町   |
|              | 小梁村         | 昭和15年11月5日 明和村 | 明和村                      | 昭和30年7月20日 只見村 | 昭和34年8月1日 町制         | 只見町                   | 只見町   |
|              | 布沢村         | 昭和15年11月5日 明和村 | 明和村                      | 昭和30年7月20日 只見村 | 昭和34年8月1日 町制         | 只見町                   | 只見町   |
|              | 八幡村         | 昭和15年11月5日 明和村 | 明和村                      | 昭和30年7月20日 只見村 | 昭和34年8月1日 町制         | 只見町                   | 只見町   |
|              | 朝日村         | 朝日村                 | 朝日村                      | 朝日村                 | 昭和34年8月1日 只見村に編入 | 只見町                   | 只見町   |

## 旧南会津郡役所
南会津町田島には旧南会津郡役所が残されている。1885年（明治18年）に完成した洋風2階建の建築物で、それまで郡役所として用いてきた陣屋の老朽化により、7,700円（当時）を投じて当施設を新築した。1926年（大正15年）の郡制廃止以降は福島県南会津支庁・地方事務所として利用されてきたが、1970年（昭和45年）の合同庁舎建設で役目を終えて移築。1971年（昭和46年）に福島県の重要文化財に指定された。1972年（昭和47年）からは現在の奥会津博物館の前身である奥会津地方歴史民俗資料館が、1994年（平成6年）度に移転するまで当施設を利用していた。

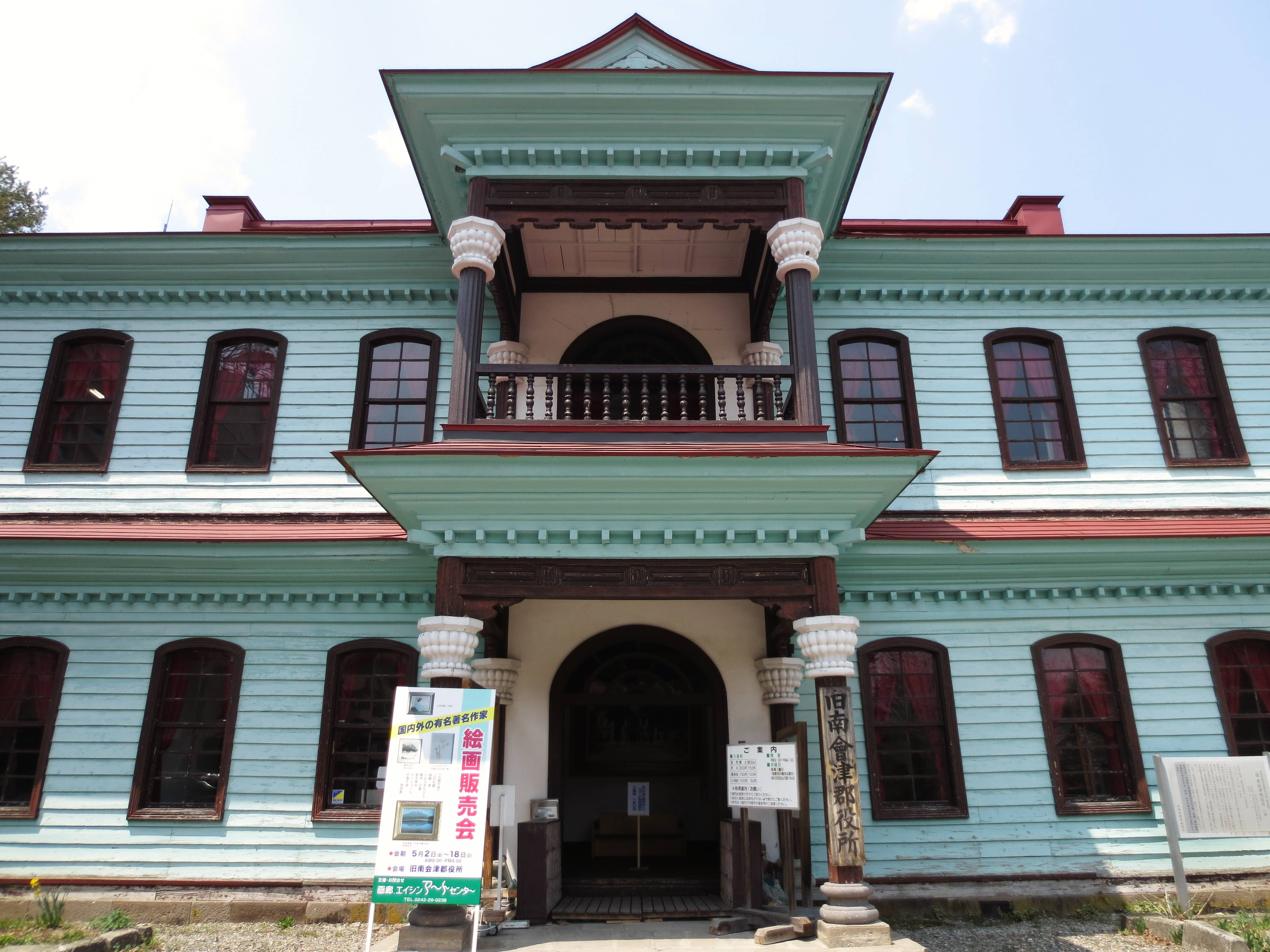
建物正面
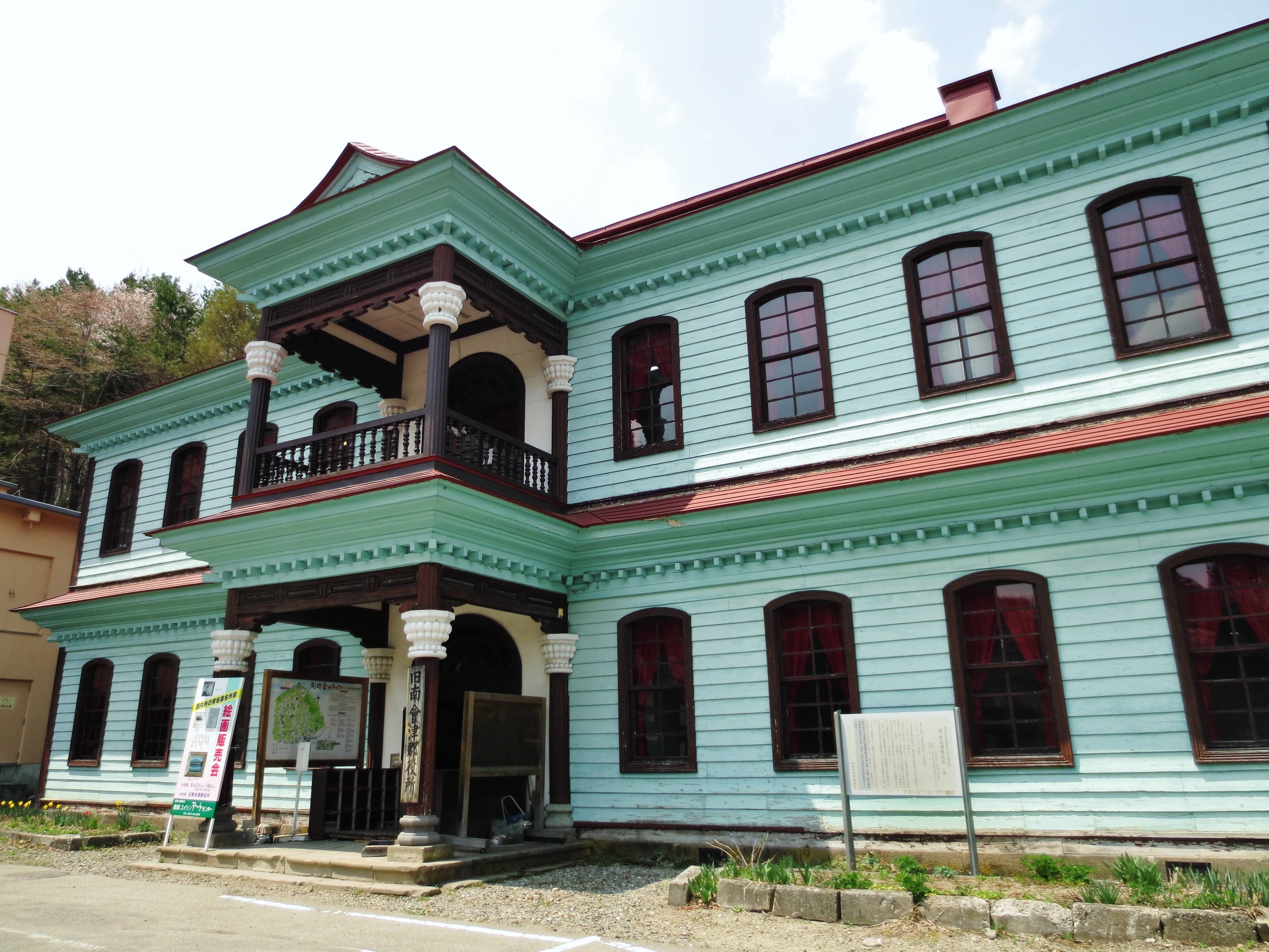
建物外観
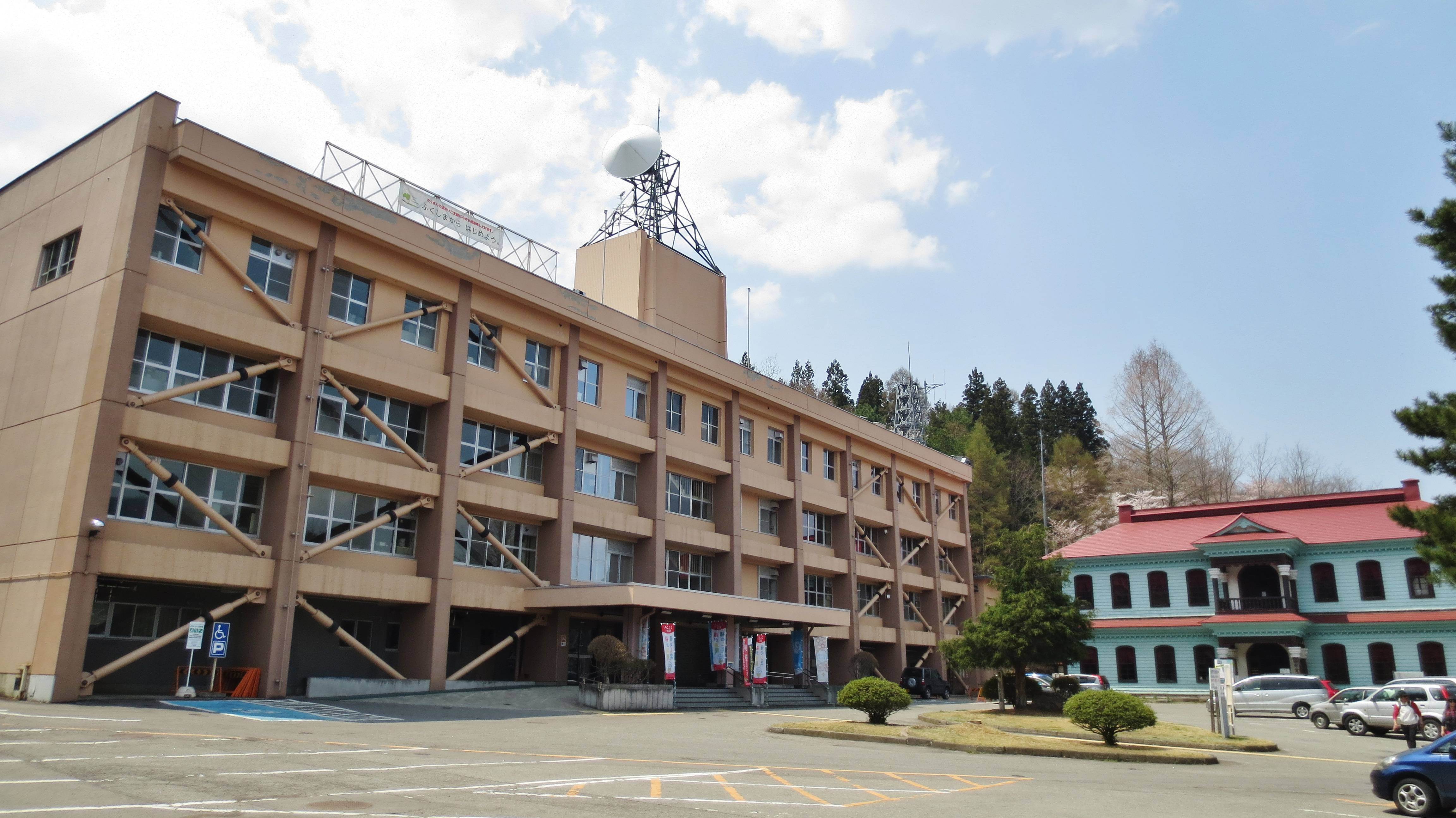
南会津合同庁舎（左）と旧郡役所（右奥）

## 行政
歴代郡長
| 代 | 氏名 | 就任年月日                | 退任年月日                | 備考                   |
| -- | ---- | ------------------------- | ------------------------- | ---------------------- |
| 1  |      | 明治12年（1879年）1月27日 |                           |                        |
|    |      |                           | 大正15年（1926年）6月30日 | 郡役所廃止により、廃官 |